# Battaglia di Avarico
La battaglia di Avarico si svolse nell'anno 52 a.C. tra l'esercito romano guidato da Gaio Giulio Cesare e l'esercito gallico dei Biturigi, nell'ambito della conquista della Gallia. L'esito finale della battaglia fu favorevole ai romani, che massacrarono l'intera popolazione dell'oppidum gallico.

## Contesto storico
Giulio Cesare arrivò in Gallia nel 58 a.C., dopo il consolato dell'anno precedente. Era, infatti, consuetudine che i consoli, gli ufficiali più elevati in grado di Roma, alla fine del loro mandato fossero nominati governatori in una delle province dal Senato romano. Grazie agli accordi del primo triumvirato (l'alleanza politica non ufficiale con Gneo Pompeo Magno e Marco Licinio Crasso), Cesare fu nominato governatore della Gallia cisalpina (la regione fra le Alpi, gli Appennini, l'Adriatico), dell'Illirico e della Gallia Narbonense.
Cesare, con la scusa di dover impedire che il popolo degli Elvezi attraversasse la Gallia e si stabilisse in una posizione scomoda per Roma, ad occidente dei suoi possedimenti della provincia narbonense, si intromise negli affari interni di queste popolazioni. Una ad una tutte le popolazioni della Gallia furono sconfitte dal proconsole romano, a cominciare dalla Gallia Belgica, spingendosi poi a sottomettere quelle della costa atlantica, fino all'Aquitania. Furono battute, inoltre, le popolazioni germaniche di Ariovisto nell'Alsazia, due volte fu attraversato il Reno (nel 55 e 53 a.C.). Primo tra i Romani, Cesare condusse due spedizioni contro i Britanni d'oltre La Manica nel 55 e 54 a.C.

### Preludio alla battaglia

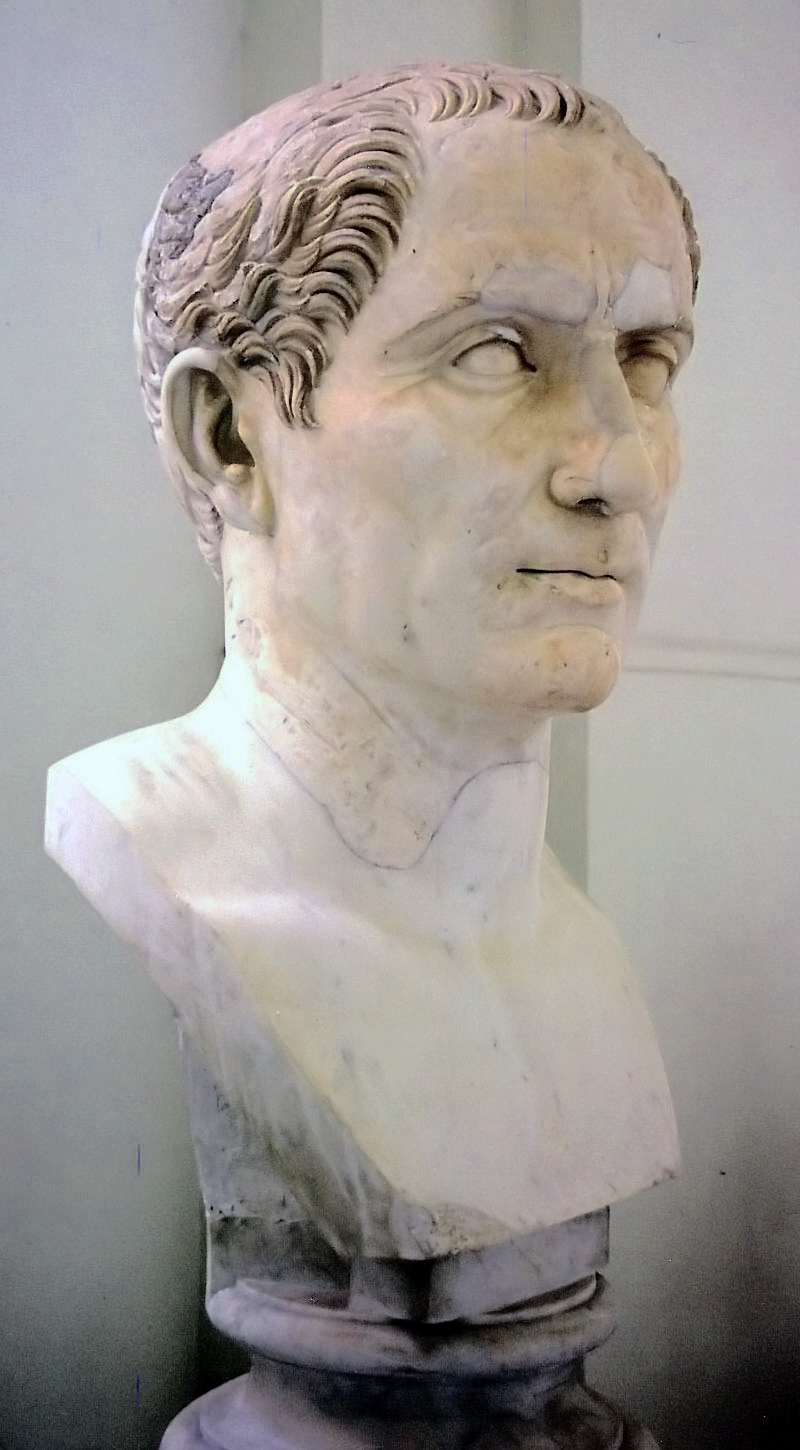
Busto di Gaio Giulio Cesare.

Le agitazioni in Gallia non erano ancora finite con l'inverno del 53-52 a.C., benché Cesare fosse tornato per l'inverno a svolgere le normali pratiche amministrative nella Gallia cisalpina, ed a controllare più da vicino quanto accadeva a Roma in sua assenza. Il primo segnale della coalizione gallica si manifestò quando i Carnuti uccisero tutti i coloni romani nella città di Cenabum (la moderna Orléans). Questo scoppio di violenza fu seguito dal massacro di altri cittadini romani, mercanti e coloni, nelle principali città galliche. Venuto a conoscenza di tali eventi, Cesare radunò rapidamente alcune coorti che aveva reclutato nel corso dell'inverno ad integrazione dell'esercito lasciato a svernare in Gallia ed attraversò le Alpi, ancora coperte dalle nevi. Le operazioni che seguirono furono condotte con la solita e proverbiale rapidità propria del proconsole romano, fino al ricongiungimento con le truppe lasciate nel cuore della Gallia, ad Agendico.
Il proconsole romano cominciò la campagna conseguendo tutta una serie di successi con l'occupazione delle città di Vellaunodunum (dei Senoni), di Cenabum (capitale dei Carnuti) e di Noviodunum (dei Biturigi), mosse verso la città più grande dei Biturigi: Avaricum. Cesare confidava che, qualora fosse riuscito a conquistare una fra le città meglio fortificate e più ricche dell'intera Gallia, questo successo gli avrebbe garantito la piena sottomissione dell'intero popolo dei Biturigi.
Vercingetorige, dopo aver subito tanti insuccessi nel corso di questa campagna, venuto a conoscenza dei piani del generale romano, decise di cambiare tattica. Propose all'assemblea riunita dei capi della Gallia di impedire ai Romani di approvvigionarsi, facendo "terra bruciata" ovunque Cesare e le sue legioni si fossero dirette.
(Cesare, Commentarii de bello Gallico, VII, 14.)
La sua strategia fu approvata all'unanimità dai capi tribali, con un'eccezione: i Biturigi, infatti, pur dando alle fiamme 20 loro città in un sol giorno, si opposero che la loro città più ricca e meglio difesa, Avaricum, dovesse essere data anch'essa alle fiamme come le altre. Perché fosse risparmiata, fecero di tutto per convincere il comandante dei Galli che essa avrebbe potuto facilmente essere difesa, grazie al fatto di essere quasi completamente circondata da un'area paludosa e da un fiume, dove rimaneva scoperto solo un piccolo e stretto passaggio.
Vercingetorige, perseguendo la sua strategia, tesa ad ostacolare gli approvvigionamenti all'esercito invasore romano, mosse il suo campo, ponendolo a sole 16 miglia dalla città di Avaricum. Costringeva i Romani a difendersi, ogni volta che uscivano dal loro accampamento alla ricerca di foraggio e frumento. E se i Romani, per necessità si disperdevano allontanandosi troppo dal loro campo, li assaliva infliggendo loro gravi perdite.

### Forze in campo
Vercingetorige alla fine cedette alle pressioni ed assegnò 10 000 uomini per la difesa di Avaricum; ottenuto questo, i Biturigi aderirono al suo piano di "terra bruciata" (tranne ovviamente Avaricum) e diedero fuoco a venti delle loro città fin dal giorno successivo.
Cesare poteva contare per l'assedio su otto legioni (circa 35,000 uomini) ed un numero di ausiliari pari a circa 4-5 000 armati compresa la cavalleria germanica.

## Assedio

### Prima fase: la costruzione delle opere d'assedio

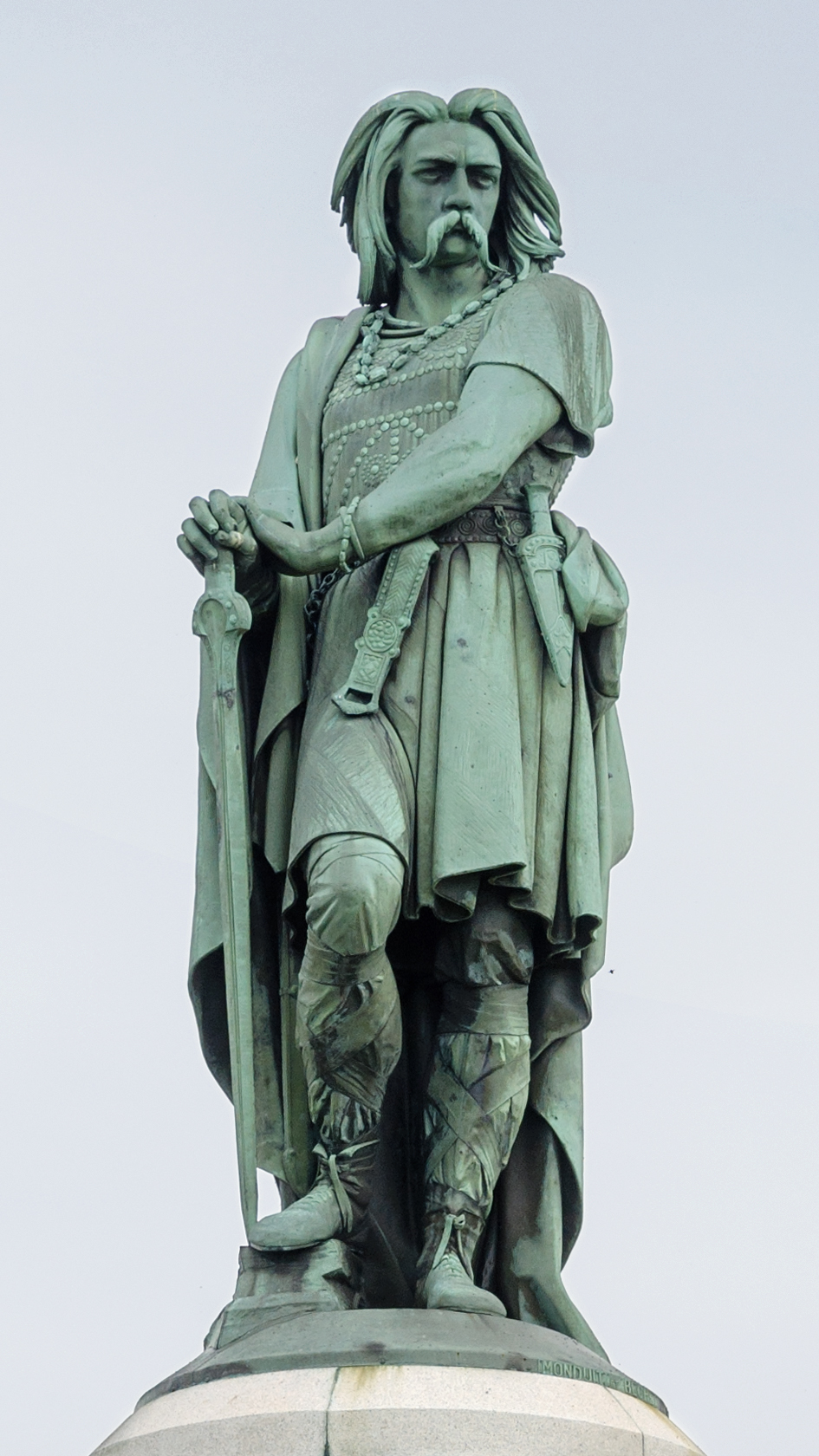
Statua moderna del principe degli Arverni, Vercingetorige.

Cesare giunto in prossimità della città di Avarico, pose il campo base di fronte a quella parte della città dove alcuni fiumi e la palude lasciavano uno stretto passaggio, e cominciò a costruire un terrapieno di fronte alle mura (il cosiddetto Murus gallicus) dell'oppidum gallico, ad avvicinare le vineae ed a costruire due torri d'assedio. La natura del luogo impediva, infatti, di cingere la città con una linea fortificata continua, come fece più tardi ad Alesia.
E mentre costruiva queste opere militari, sollecitò per i rifornimenti gli alleati galli degli Edui e dei Boi. L'esercito romano si trovava in gravi difficoltà negli approvvigionamenti di grano, per la povertà dei secondi e la cattiva volontà dei primi. Per diversi giorni, infatti, l'armata romana fu costretta a tollerare la fame, ma malgrado le legioni fossero allo stremo, i soldati romani resistettero, come Cesare ci racconta:
(Cesare, De bello Gallico, VII, 17.)
Un agguato successivo, predisposto dallo stesso Vercingetorige fu sventato da Cesare. Il proconsole romano, una volta venuto a conoscenza che il comandante dei Galli aveva avvicinato il campo ad Avarico e che si era allontanato con l'intera cavalleria e la fanteria leggera, per tendere alle legioni un nuovo agguato mentre erano intente ad approvvigionarsi, decise di passare al contrattacco. Portate con sé alcune legioni in piena notte, all'insaputa dei Galli, mosse verso il loro campo base, che si trovava in una posizione elevata, ma allo scoperto. I due eserciti si trovarono così a pochi metri l'uno di fronte all'altro. Cesare preferì, però, evitare di scatenare una nuova battaglia, considerando che i suoi legionari si trovavano ai piedi della collina, in una posizione poco favorevole per l'attacco, e fece ritorno al campo base.
(Cesare, Commentarii de bello Gallico, VII, 20-21.)
L'assedio procedeva non senza difficoltà come ci racconta lo stesso Cesare:
(Cesare, Commentarii de bello Gallico, VII, 22.)
Sebbene vi fossero questi continui impedimenti per l'esercito romano, i legionari, pur ostacolati dal freddo e dalle frequenti piogge, riuscirono a superare tutte le difficoltà ed a costruire nei primi venticinque giorni di assedio, un terrapieno largo quasi 100 metri ed alto quasi 24 metri, di fronte alle due porte della cittadella. Cesare, era così riuscito a raggiungere il livello dei contrafforti, tanto da renderli inutili per la difesa degli assediati.

### Seconda fase: l'ultimo attacco dei Galli
Alla terza vigilia (poco prima di mezzanotte) del venticinquesimo giorno di assedio (in pieno aprile), i Galli tentano un ultimo disperato attacco: 
(Cesare, Commentarii de bello Gallico, VII, 24.)
La battaglia infuriò per tutta la notte. Da una parte i Galli nel tentativo di dare a questo assedio un colpo definitivo per la sua cessazione, e credendo che la salvezza dell'intera Gallia si decidesse tutta in questo scontro finale; dall'altra i Romani, che dopo aver tanto lavorato a quelle opere di ingegneria militare, al freddo, sotto la pioggia, oltre a patire la fame, non potevano sopportare di veder svanire il lavoro ininterrotto di quasi un mese. Alla fine prevalse la ferrea disciplina dell'esercito romano ed i Galli furono nuovamente respinti all'interno della città.

### Terza fase: l'assalto finale romano

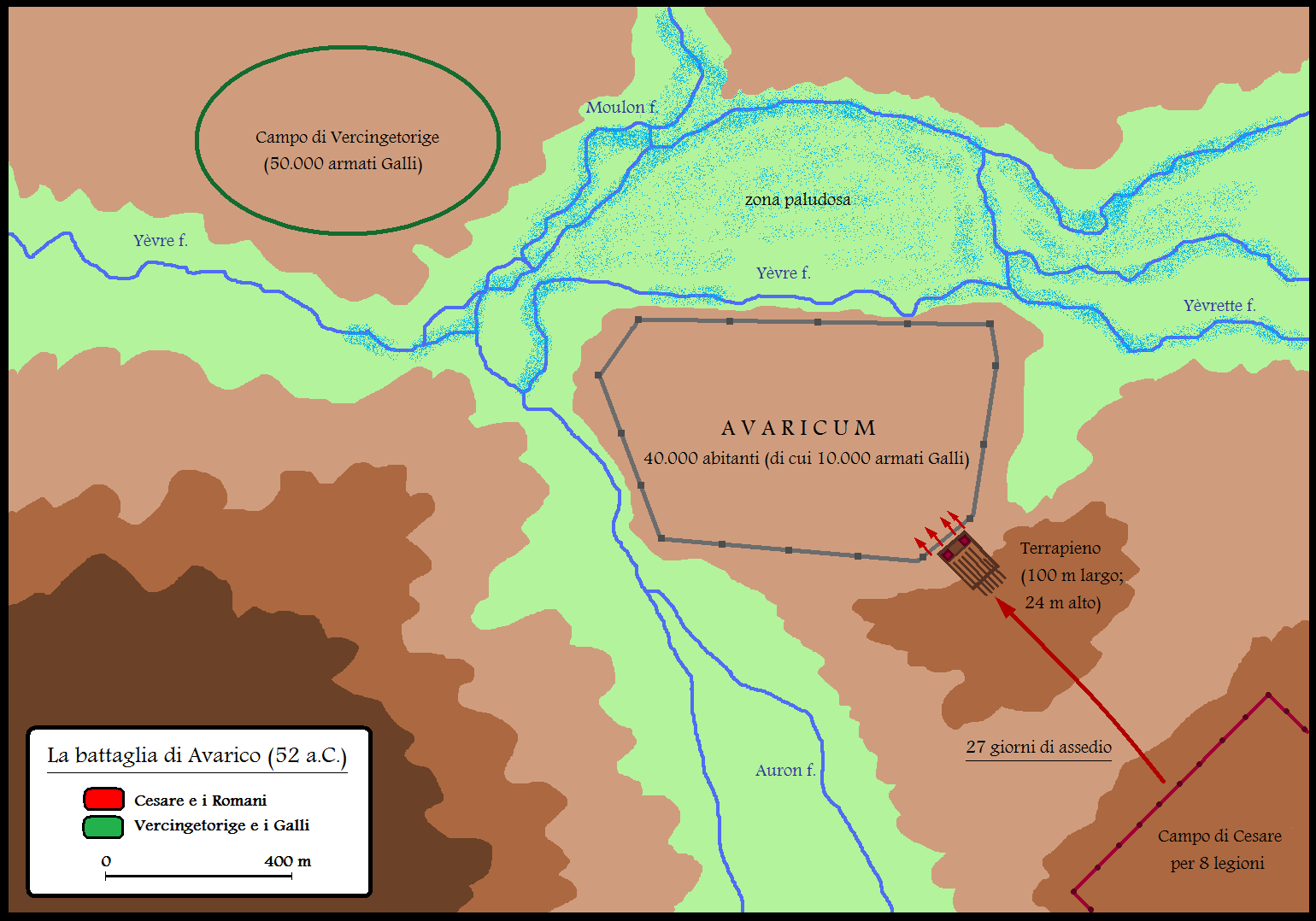
La mappa dell'assedio di Avarico del 52 a.C.

I 10 000 guerrieri Galli, avendo tentato ogni possibile soluzione per liberarsi dell'assedio, decisero di abbandonare la città il giorno seguente, persuasi anche dalle esortazioni e dagli ordini di Vercingetorige. Ma gli abitanti della città di Avarico: 
(Cesare, Commentarii de bello Gallico, VII, 26.)
Il giorno seguente, Cesare fece avvicinare una torre d'assedio alle mura della città, e ripristinò le fortificazioni in parte distrutte dal precedente attacco nemico. L'assedio, iniziato ormai da 27 giorni, fu finalmente portato a termine quando, scoppiato un grande temporale, il proconsole romano ritenne fosse giunto il momento opportuno di attaccare, considerando sia la difficoltà dei nemici di appiccare nuovi fuochi al terrapieno sotto una pioggia battente, e sia la minor cura con cui il servizio di guardia delle mura sarebbe stato disposto rispetto ad altri momenti.
I Romani, pertanto, dapprima si nascosero all'interno delle vineae, ed al segnale convenuto riuscirono ad irrompere con grande velocità sugli spalti della città. Dopo aspri combattimenti prima sulle mura e poi all'interno della città, dove i Galli si erano disposti in forma di cuneo, intenzionati a battersi fino alla morte, i soldati romani, esasperati dalle lunghe fatiche patite nel corso di quell'ultimo mese, bruciarono l'intera città e trucidarono l'intera popolazione, comprese le donne, i vecchi ed i bambini. Dei 40 000 abitanti solo 800 si salvarono.

## Conseguenze

### Le reazioni immediate
La conquista della città più ricca dei Biturigi contribuì a sollevare il morale dell'esercito romano, il quale poté non solo fare bottino delle abbondanti ricchezze della città ma rimpinguarsi per alcuni giorni con le notevoli provviste qui trovate.
Al contrario Vercingetorige, impose ai suoi di non abbattersi, e soprattutto di riconsiderare quanto inizialmente aveva richiesto ai Biturigi, e cioè di fare del loro territorio "terra bruciata". Il capo gallico aggiunse che la sconfitta era stata causata soprattutto dalla mancanza di previdenza da parte dei Biturigi e dall'eccessiva arrendevolezza degli altri. Si doveva, ora più che mai, procedere ad unire tutti i popoli della Gallia contro l'invasore romano e cacciarlo definitivamente dai loro territori.

### L'impatto sulla storia
La sconfitta cocente subita dai Galli generò tra gli insorti un principio di sconforto e di divisioni. Generò nel generale romano un senso di onnipotenza, tanto da indurlo a pensare di poter battere Vercingetorige in una campagna rapida ed efficace, reprimendo la rivolta in poche settimane. Cesare, però, sottovalutò il suo avversario. Egli, infatti, affidandosi ad un piano troppo ardito per il prosieguo della campagna, divise l'esercito. A Tito Labieno furono affidate 4 legioni per recarsi presso i Parisi ed incutere loro timore, mantenendo tranquille le tribù della Gallia Belgica. A sé stesso si riservava il compito più difficile: quello di attaccare con le restanti 6 legioni, la capitale degli Arverni, covo della coalizione, dove si rifugiava Vercingetorige. Le sue intenzioni di portare a termine la guerre in breve tempo andarono deluse, poiché fu sconfitto a Gergovia, tanto da costringerlo a rivedere i suoi piani futuri. Ma questa sconfitta si trasformò in vittoria finale, quando capì che Vercingetorige, era un avversario diverso e più temibile di tutti quelli che fino ad allora aveva affrontato, dal 58 a.C. La fine della guerra si compì nel difficile e lungo assedio alla roccaforte di Alesia.

### Fonti primarie
- Gaio Giulio Cesare, Commentarii de bello Gallico, libro VII.
- Cassio Dione, Storia romana, libri XL;
- Plutarco, Vite parallele, Vita di Cesare;
- Gaio Svetonio Tranquillo, Vite dei Cesari, Vita di Cesare;

### Fonti secondarie
- Renato Agazzi, Giulio Cesare stratega in Gallia, Pavia, Iuculano, 2006, ISBN 88-7072-742-4.
- M. Cary, H. H. Scullard, Storia di Roma, vol. II, 2ª ed., Bologna, il Mulino, 1988, ISBN 88-15-02021-7.
- Jérôme Carcopino, Giulio Cesare, traduzione di Anna Rosso Cattabiani, Rusconi Libri, 1993, ISBN 88-18-18195-5.
- M. Jehne, Giulio Cesare, traduzione di Alessandro Cristofori, il Mulino, 1999.
- edizione italiana a cura di Augusto Guida E. Horst, Cesare, Rcs Libri, 2000.
- Luciano Canfora, Giulio Cesare. Il dittatore democratico, Laterza, 1999, ISBN 88-420-5739-8.
- L.A.Constans, Guide illustre des campagnes de Cesar, Parigi, 1989.
- André Piganiol, Le conquiste dei Romani, Milano, 1989, ISBN 88-04-32321-3.
- Theodore Ayrault Dodge, Caesar, New York, 1989-1997, ISBN 0-306-80787-4.
- Peter Berresford Ellis, L'impero dei Celti, Casale Monferrato, 1998, ISBN 88-384-4008-5.
- Andrea Frediani, Le grandi battaglie di Giulio Cesare, Roma, 2003, ISBN 88-8289-941-1.
- Theodor Mommsen, Storia di Roma antica, vol. V/1, Firenze, 1973.
- Lawrende Keppie, The making of the roman army, cap. 3, Oklahoma, 1998, ISBN 0-8061-3014-8.
- Adrian Keith Goldsworthy, The roman army at war - 100 BC/AD 200, Oxford, 1998, ISBN 0-19-815090-3.
- Erik Abranson e Jean-Paul Colbus, La vita dei legionari ai tempi della guerra di Gallia, Milano, 1979.
- J.F.C. Fuller, Julius Caesar: Man, Soldier, and Tyrant, Da Capo Press, 1991. ISBN 0-306-80422-0
- Adrian Goldsworthy, Roman Warfare, Cassell 2002. ISBN 0-304-36265-4